# Stephan Louwes
Stephan Louwes, né le 28 juillet 1993 à Louvain (province du Brabant flamand), est un auteur de bande dessinée et un illustrateur belge néerlandophone. Également connu sous le nom de plume Slartz.

## Biographie

### Jeunesse et formation
Stephan Louwes naît le 28 juillet 1993 à Louvain. Il est issu d'un père néerlandais et d'une mère surinamaise. Il grandit dans cette ville et, il devient un fervent lecteur de bande dessinée, avec Frank Frazetta, Régis Loisel, Mœbius et Grzegorz Rosiński parmi ses créateurs préférés. Consacré entièrement au dessin depuis l'âge de seize ans, il s'inspire également des films, des séries télévisées, de la vie quotidienne, de l'absurde et des objets aléatoires. En 2013, il entame une première formation en arts appliqués à l'école locale De Wijnpers. Il étudie la bande dessinée et l'illustration à l'Institut Saint-Luc de Bruxelles dans la section néerlandophone LUCA School of Arts de 2013 à 2018, d'où il sort diplômé d'un master en narration graphique. En 2016, Louwes participe à Expo Domina et à une initiative de Kabinet J, une initiative pour plus d'art dans les espaces publics.

### Limbo
Le projet de fin d'études de Louwes est le roman graphique Limbo - Lux in Tenebris, publié ensuite sous par les éditions Oogachtend. C'est un roman graphique sans paroles, chaque page est une case complète qui raconte l'histoire d'un garçon qui voit ses amis disparaître un à un dans l'obscurité, le laissant se demander s'il risquerait sa vie pour les sauver. Afin d'ajouter à l'atmosphère mystérieuse de l'ensemble, la couverture et l'intérieur du livre sont imprimés sur un papier kraft épais, tandis que l'auteur n'utilise que de l'encre noire et de la peinture blanche. Le premier tome sort en 2019 . En 2020, bénéficiant d'une résidence artistique au Yellow Cube du Musée Marc Sleen, il mène à bien son projet Vox Aquarum (2021). L'opus Legatum sort en 2023.

### Moon
À peu près à la même époque, il a également commencé à travailler avec l'auteur de romans jeunesse Johan Vandevelde sur le lancement de la série de bandes dessinées cyberpunk Moon, dont le premier tome est publié par Menlu en mai 2023. Il conte l'histoire qui se déroule à Perris en 2323, près de trois cents ans après un conflit nucléaire mondial où les survivants sont rassemblés dans des mégapoles construites sur les ruines de ce qui était autrefois l'Europe. Rik De Ridder et Lynn Moon travaillent pour une organisation gouvernementale secrète, qui élimine les criminels tentant de s'enrichir en voyageant dans le passé,.
Il sort la version française du premier tome de Moon intitulé Une balle pour un croisé dont la traduction est de Philippe Nihoul,, un récit de science-fiction aux Éditions Anspach en avril 2024. Le critique Florian Moine, membre de l'Association des critiques et des journalistes de bande dessinée (ACBD), écrit sur le site avoir-alire.com : « Le dessin au trait de Stephan Louwes s’inscrit dans une veine franco-belge classique, avec un sens du détail dans la représentation des personnages et des décors travaillés. S’il n’hésite pas à ancrer ses planches avec un noir d’encre pour figurer certaines scènes d’intérieures, Louwes recourt de façon régulière au gris pour offrir un nuancier et donner du relief à ses scènes. »
En septembre 2024, sort le deuxième volume de la série De stervende stad [« La Ville moribonde »].

### Autres activités
Depuis 2014, Stephan Louwes publie ses œuvres en ligne sous le pseudonyme de Slartz. Il se spécialise dans le dessin de paysages naturels sauvages et de « filles indécentes », comme son personnage fétiche Elin. Il a recours à l'autoédition pour les bandes dessinées Amazine (2017) et The Tale of the Woodsman [« L'Histoire du bûcheron »] (2017), Red Alert !! (2019), The Girl and the Slug [« La Fille et la limace »] (2019) et ses bandes dessinées sont publiées sur le portail de bandes dessinées en ligne Pulp de Luxe.
En 2020, il rejoint 75 auteurs de bande dessinée néerlandais et flamands pour apporter une contribution graphique à l'ouvrage collectif et gratuit Striphelden versus Corona (Oogachtend, Uitgeverij L, 2020). Le livre est destiné à soutenir les librairies de bandes dessinées qui ont dû fermer leurs portes pendant deux mois pendant le confinement au plus fort de la pandémie de Covid-19.
Il est également employé polyvalent dans un Carrefour Market. De 2021 à 2024, il est le bassiste du groupe de rock psychédélique Tragic Eyes de l'auteur-compositeur-interprète Wendel Berckmans.

### Vie privée
Il vit à Kessel-Lo en 2024.

## Publications

### Albums de bande dessinée
en français

#### Moon
- 1. Une balle pour un croisé[16],[17],[18],[19], Éditions Anspach, Lasne, 19 avril 2024
Scénario : Johan Vandevelde - Dessin : Stephan Louwes - Couleurs : noir et blanc -  (ISBN 978-2-931105-23-8)
- 2. La Ville moribonde[20], Anspach, Lasne, 4 avril 2025
Scénario : Johan Vandevelde - Dessin : Stephan Louwes - Couleurs : noir et blanc -  (ISBN 978-2-931105-40-5)

en néerlandais

#### Limbo
- 1. Lux in Tenebris, Oogachtend, Louvain, 21 août 2019
Scénario, dessin et couleurs : Stephan Louwes -  (ISBN 978-94-926721-2-4)
- 2. Vox aquarum[21], Oogachtend, Louvain, 3 février 2021
Scénario, dessin et couleurs : Stephan Louwes -  (ISBN 978-94-926724-5-2)
- 3. Legatum, Oogachtend, Louvain, 2023
Scénario, dessin et couleurs : Stephan Louwes -  (ISBN 978-94-92672-65-0)

#### Moon
- 1. Kogel voor een kruisridder[22],[23], Menlu, Schinveld, mai 2023
Scénario : Johan Vandevelde - Dessin : Stephan Louwes - Couleurs : noir et blanc -  (ISBN 978-90-833706-5-1)
- 2. De stervende stad, Menlu, Schinveld, septembre 2024
Scénario : Johan Vandevelde - Dessin : Stephan Louwes - Couleurs : noir et blanc -  (ISBN 9789083370620)

### Collectif
- Striphelden versus corona, Oogachtend, Louvain, 2020
Scénario : collectif - Dessin : collectif dont Stephan Louwes - Couleurs : quadrichromie -  (ISBN 9789088866579)